# Forteresse de Fortezza
La forteresse de Fortezza (en italien : Forte di Fortezza), (en allemand : Festung Franzensfeste) se situe près de la ville du même nom, dans la province autonome de Bolzano, en Italie. Elle est construite entre 1833 et 1838 sous l'empereur Ferdinand Ier. Elle contrôle l'important axe vers le col du Brenner, dans la vallée de l'Isarco. Elle est considérée comme le seul exemple de l'art de la fortification néo-prussienne sur le sol austro-hongrois.

## Nom
La forteresse de Fortezza doit son nom en allemand, Franzensfeste, à François Ier, qui est au pouvoir au moment de la planification de sa construction. 
Le nom en italien, Fortezza, signifie « forteresse ».

## Histoire
L'archiduc Jean d'Autriche choisit cet emplacement en raison de sa proximité du lieu où se déroula la Bataille de Franzensfeste.

### Construction
En 1832, le major-général Franz von Scholl, du génie autrichien, est chargé de la conception de la forteresse. La direction de la construction est confiée au lieutenant-colonel Karl von Martony assisté des capitaines Magdlich von Magddenau et Lazarus von Manula. Le 17 juin 1833, le décret impérial lançant la construction est signé.
L'emplacement est choisi à proximité du site de la bataille de Franzensfeste en 1809. Au cours de la phase de construction, de nombreux ossements sont retrouvés, ce qui montre que, depuis l’Antiquité, ce lieu était un point de lutte pour le contrôle de la frontière.
Le chantier est extrêmement coûteux. Le plus gros problème est l'approvisionnement en matériaux. L'argile et la chaux peuvent être importées des environs. Cependant, les gisements de granit de Spinges, près de Rio di Pusteria, ne sont pas suffisants et il faut utiliser celui de Terento, dans le val Pusteria. 
Selon la période de l'année, entre 3 200 et 4 600 hommes sont employés sur le chantier. Les baraquements s'étendent jusqu'à Vipiteno et les épidémies de dysenterie y sévissent. La construction coûte environ 2,6 millions de florins, en partie dû à l'utilisation du granit trop éloigné. À l'annonce du prix, l'empereur François Ier aurait dit cyniquement qu'il s'attendait à trouver une forteresse en argent.
Pour l'inauguration le 18 août 1838, l'empereur Ferdinand Ier, l'archiduc Jean d'Autriche, le comte Friedrich von Wilczek, le prince-évêque Bernhard Galura, 4 000 membres des États tyroliens, 700 tirailleurs tyroliens et quelques vétérans de l'époque de la Rébellion du Tyrol sont présents.
Ce n'est qu'en 1846, qu'une garnison s'y installe. Une église de style néogothique est construite dans l'enceinte, avec deux statues à l'entrée, l'une de maréchal Joseph Radetzky et l'autre du maréchal Heinrich von Hess.
Lorsque Jean-Baptiste d'Autriche est élu administrateur du Reich allemand à Francfort-sur-le-Main, le 29 juin 1848, il abandonne son poste de directeur général des bâtiments fortifiés et la Franzensfeste perd son plus grand défenseur.
En cas de guerre, elle est armée de 90 canons et peut accueillir une garnison de 1 000 hommes. En temps de paix, cette dernière est de 70 soldats.
La partie haute sur la montagne est utilisée pour stocker des munitions et battre de son tir les voies de circulation. Les casernes sont dans la partie basse. Un escalier souterrain construit dans la roche  et composé de 433 marches relie l'ouvrage de la montagne à celui de la vallée.

### Première Guerre mondiale
La forteresse est utilisée comme entrepôt et non comme défense active car elle a été classée en tant que « dépôt » en 1882 du fait de son éloignement de la frontière de l'époque.
Le 7 novembre 1918, les troupes bavaroises l'occupent, brièvement jusqu'au 11 novembre 1918.

### Entre-deux-guerres
Après 1930, l'armée italienne modernise la position en rajoutant cinq bunkers autour de la forteresse. 
En 1939 est entamée la construction du lac de Fortezza, au pied de la forteresse. 

### Seconde Guerre mondiale
À partir de 1940, dans le cadre du programme du mur alpin, un ouvrage souterrain est construit à proximité d'Ochsenbühel (Caposaldo Col di Bovi), il est appelé à remplacer la forteresse de Fortezza. Cependant, à partir de 1942, sa construction est complètement abandonnée en raison des développements politiques.
Les SS allemands auraient utilisé la forteresse pour y stocker des biens pillés. 
La Banque d'Italie y aurait stocké son or dont une partie n'aurait pas été retrouvée.

### Après guerre
La forteresse sert de dépôt de munition jusqu'en 1991. 
Le 19 juillet 2008, la forteresse accueille la biennale européenne d'art contemporain Manifesta7. Diverses manifestations culturelles se déroulent dans son enceinte.
En 2013, l'État italien cède la forteresse à la province autonome de Bolzano, qui a sécurisé les bâtiments en 2007-2008 et les a rendus accessibles au public.  

En 2017, la forteresse est intégrée au réseau des musées provinciaux du Haut-Adige, et en 2019 un concept pour un nouveau « parcours historico-politique » est présenté. 

Forteresse de Franzensfeste (Fortezza)
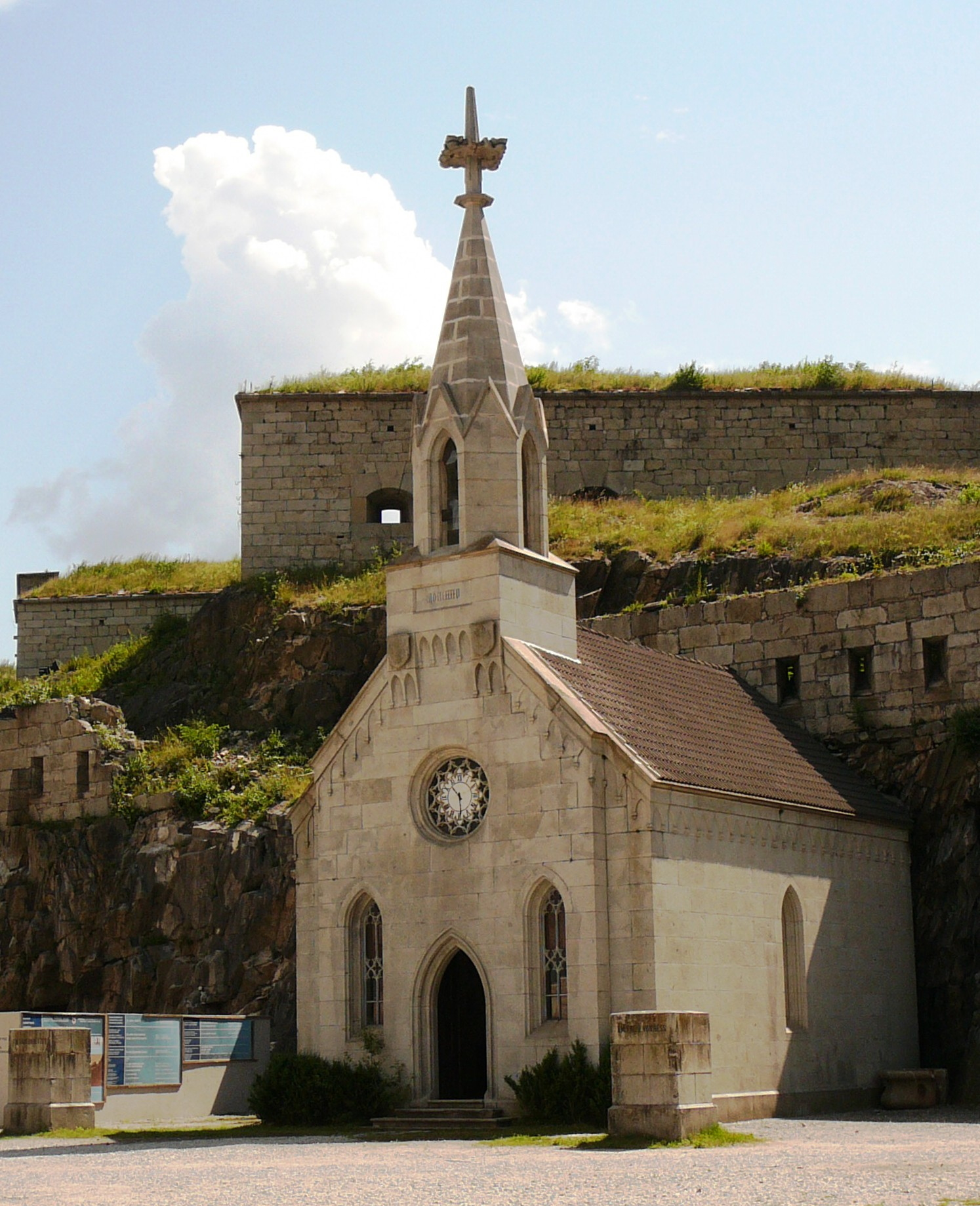
Église de garnison
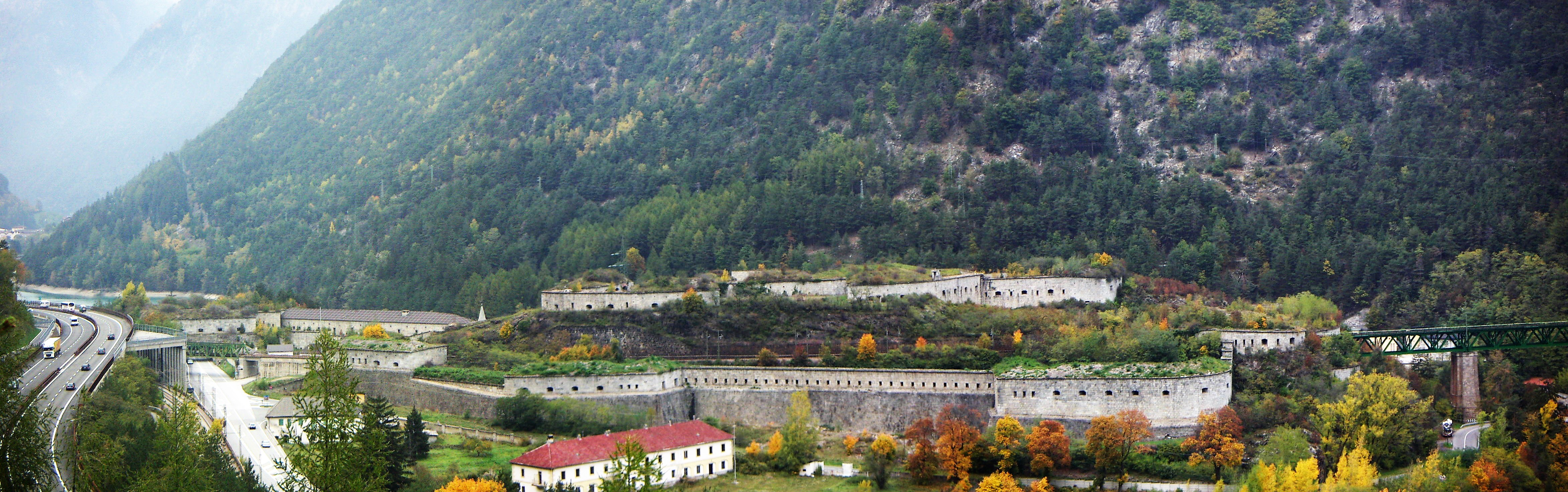
Vue d'ensemble
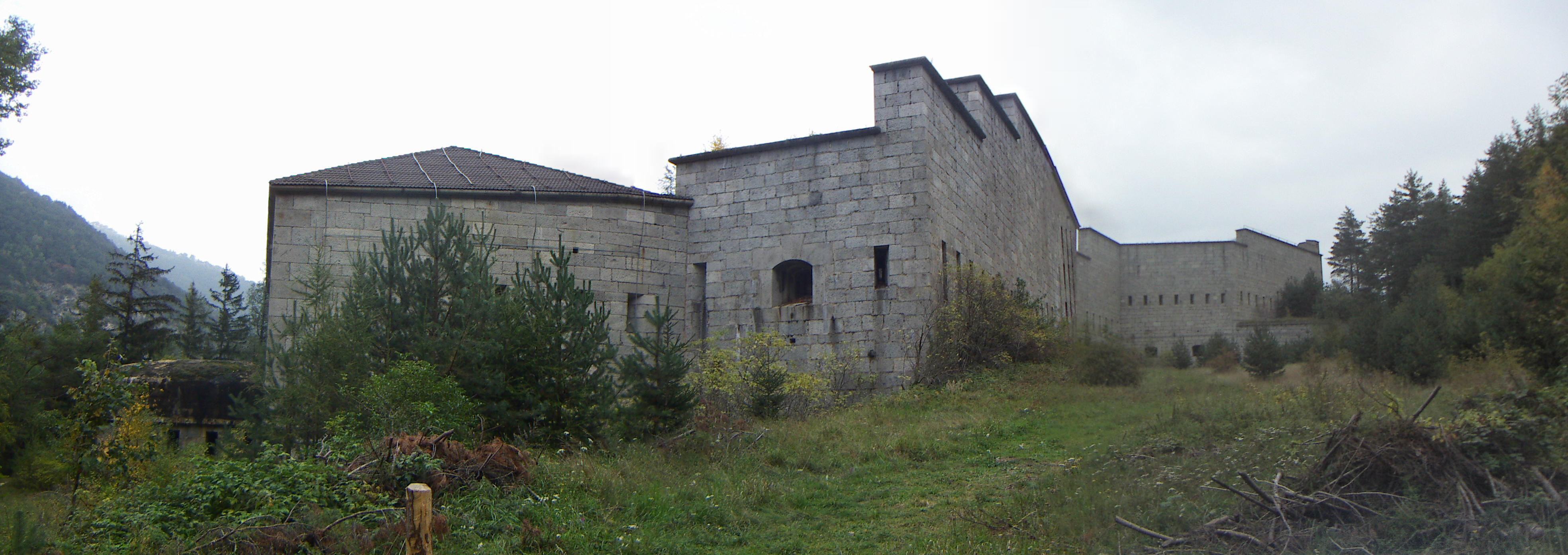
Détail
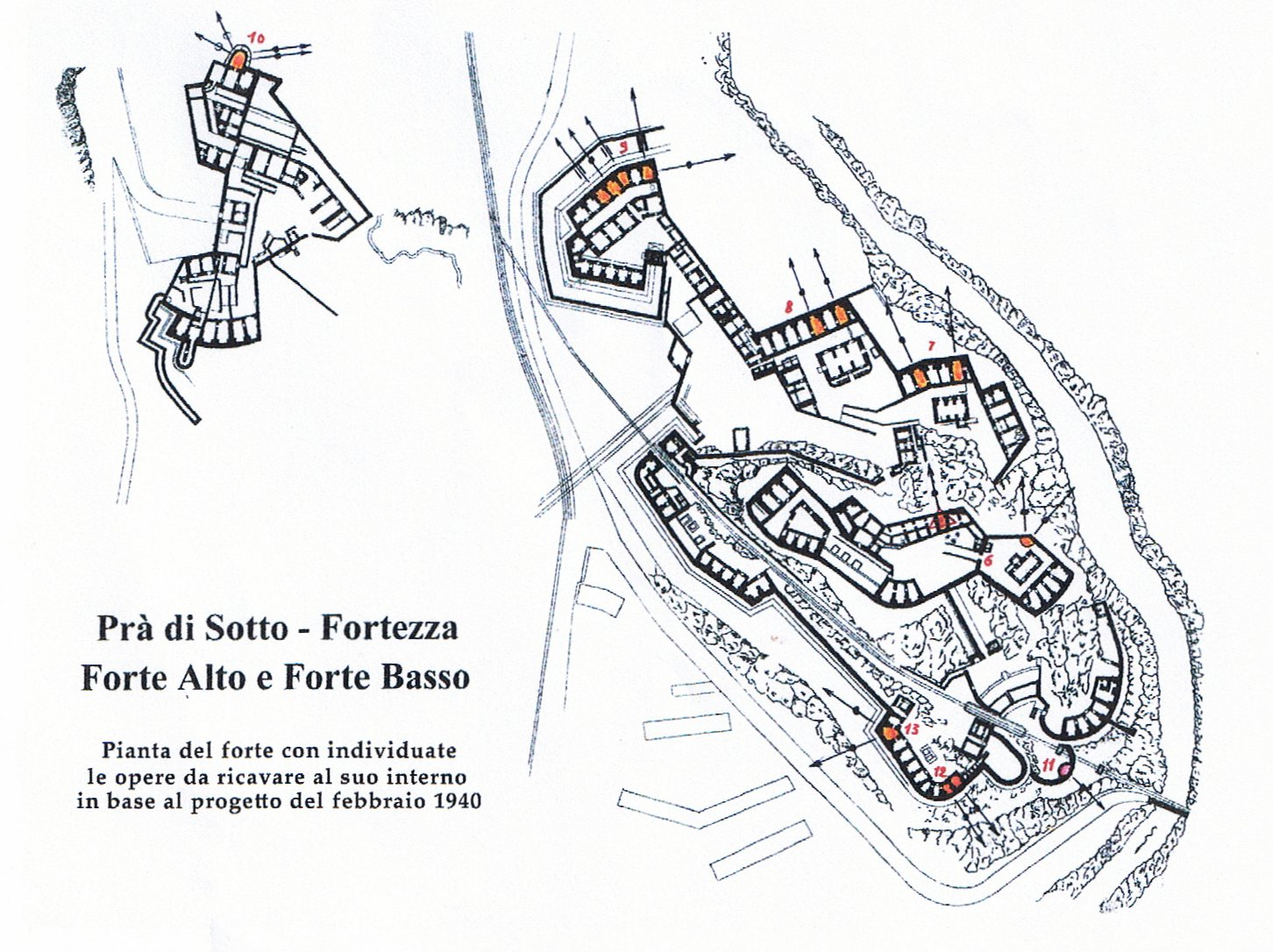
Plan d'ensemble de la forteresse
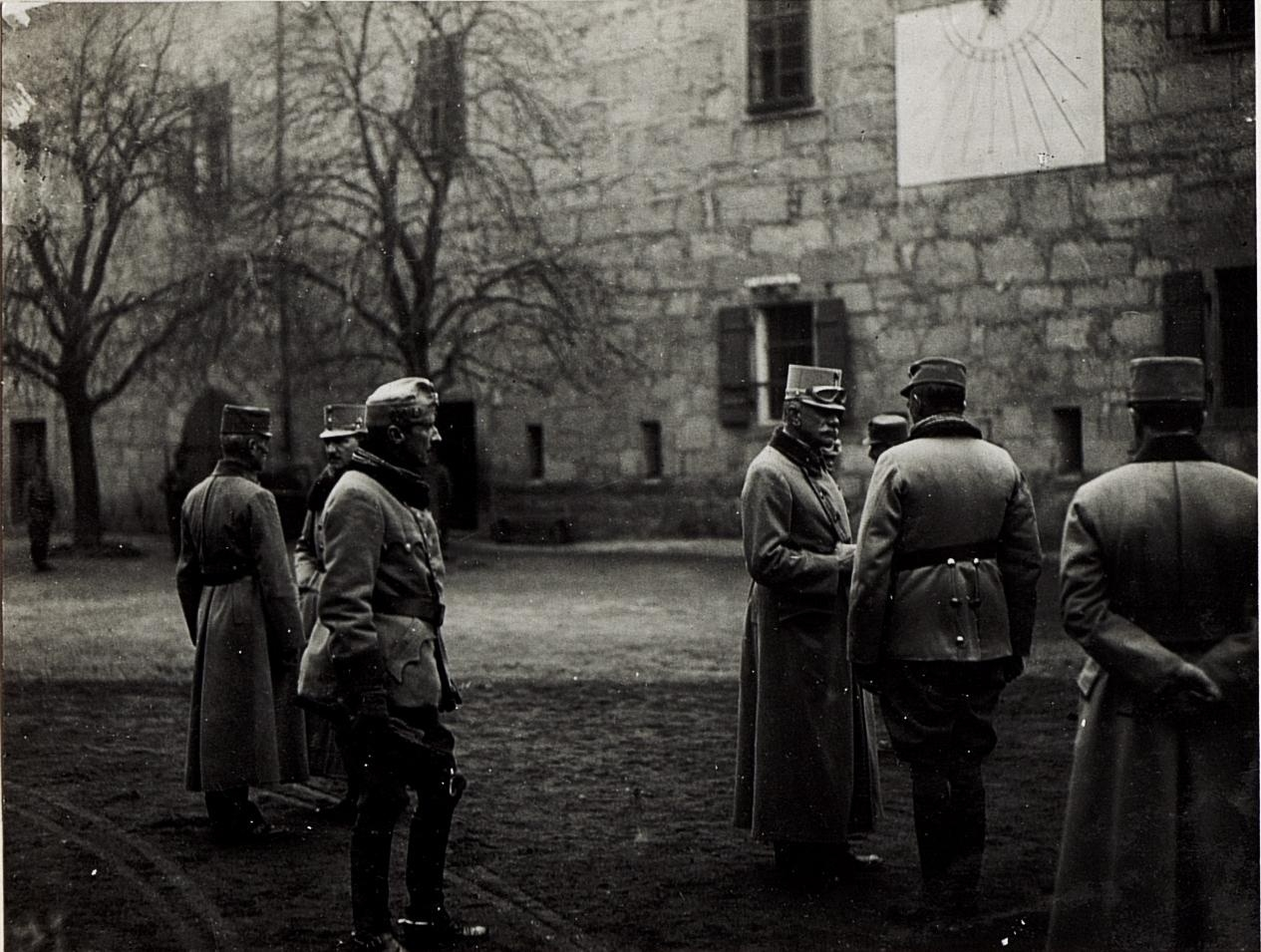
Von Roth et le Comte Coreth dans la cour de la barrière
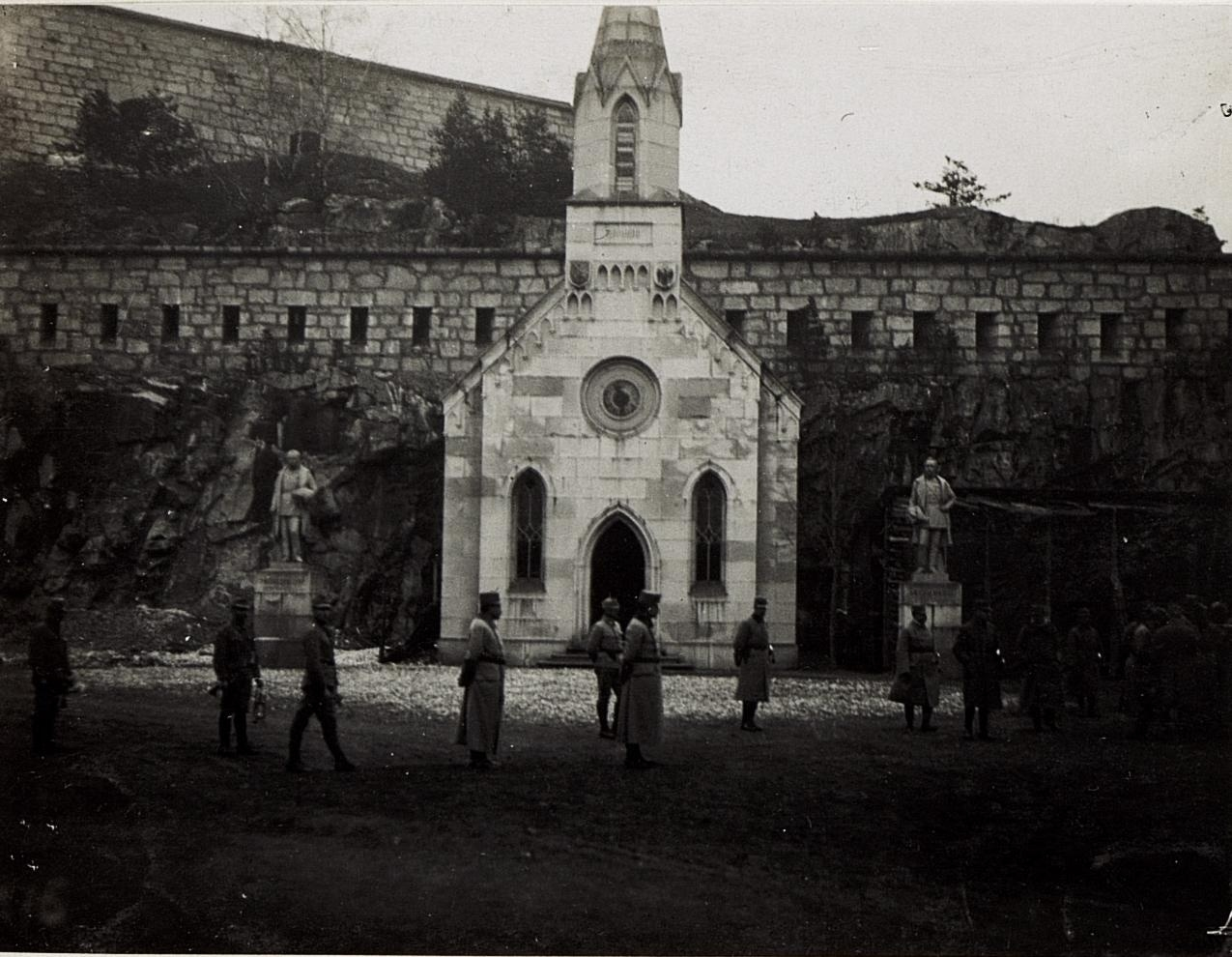
La chapelle et ses deux statues